# Nationalpark San Esteban
Der Nationalpark San Esteban (auf Spanisch Parque Nacional San Esteban) befindet sich im Bundesstaat Carabobo, im Zentrum Venezuelas.
Der Park liegt an der nordöstlichen Seite von Carabobo und grenzt am Nationalpark Henri Pittier von Aragua.
Beide sind Naturschutzgebiete.
Der Park wurde 1987 gegründet und ist 43.500 Hektar groß. Er erstreckt sich über die Gemeinden Guacara, Naguanagua, Puerto Cabello und San Diego.

## Historische Sehenswürdigkeiten
- Festung Solano
- Das Dorf San Esteban
- Das Haus des Generals Bartolomé Salom
- Der alte koloniale Weg oder 'Weg der Spanier', der Valencia mit Puerto Cabello verband
- Die Brücke von Paso Hondo am Fluss San Esteban
- Der Salzweg der Indianer zwischen Patanemo und Guacara
- Die Hacienda Quinta Pimentel
- Die Thermalbäder von Las Trincheras
- Die Insel Isla Larga, wo die Reste eines deutschen Schiffes des Zweiten Weltkrieges liegen
- Petroglyphen von Vigirima

## Flora
Es gibt eine sehr große Vielfalt an Pflanzen im Nationalpark San Esteban: von xerophilen Pflanzen über Büsche bis solche, die für tropische Wälder typisch sind.
Man geht davon aus, dass über 125 Familien, 703 Gattungen und 1520 Pflanzenarten hier leben.
An der Küste gibt es Mangroven wie die Rote Mangrove und Kokosnusspalmen wie der Coccoloba uvifera. Im Süden gibt es Kakteen und andere Stechpflanzen. Auf 200 bis 400 Meter üM gibt es trockene Wälder mit Laubbäumen. Auf 700 m ü. M. findet man immer mehr Laubbäume wie der yagrumo Cecropia spp. der Casia sp. der Inga sp. der Araguaney (Tabebuia chrysantha), der matapalo (Ficus sp.) und der Bucare (Erythrina sp.). Auf 900 m ü. M. und höher werden die Wälder grüner und üppiger. Dann mengen sich Palmenbäume wie die Macanilla (Bactris setulosa), die Caña de molinillo (Chamaedorea pinnatifrons), die Palma de cacho (Dictyocaryum fuscum), die Palmita de sombra (Geonoma sp.) und die Palma prapa (Wettinia praemorsa). Ferner gibt es Lianen und große Bäume wie der Cucharón (Gryanthera caribensis).

## Fauna
Im Park kommen u. a. folgende Vögel vor: der Flechtenglöckner (Procnias averano), der Nördliche Helmhokko (Pauxi pauxi), der Krabbenreiher (Nyctanassa violacea), die Gelbscheitelamazone (Amazona ochrocephala), der Braunwangensittich (Aratinga pertinax), der Alicesmaragdkolibri (Chlorostilbon alice) und der Rotschwanzguan (Ortalis ruficauda).
An der Küste kann man den Braunpelikan (Pelecanus occidentalis) und den Prachtfregattvogel (Fregata magnificens) sehen.
Von den Säugetieren kommen folgende Arten vor: Jaguar, der Puma, der Ozelot der Flachlandtapir, der Halsbandpekari und der Paka.
Es gibt zahlreiche Schlangenarten, unter denen eine Reihe von Bothropsschlangen, wie die tigra mariposa (Bothrops venezuelensis), die viejita (Bothrops medusa), die Bothrops atrox und die Bothrops colombiensis, dazu die Korallen wie Micrurus sp. und Micrurus mipartitus semipartitus.
Andere Schlangen, die nicht giftig sind und im Park leben, sind:
- Abgottschlange (Boa constrictor)
- Cazadora negra (Clelia clelia)
- Tigra cazadora (Spilotes pullatus pullatus)
- Sapa (Umbrivaga mertensi)
- Reinita (Leimadophis zweifeli)
- Cazadora (Rhadinaea williamsi).

## Einige der Tiere, die im Nationalpark San Esteban leben

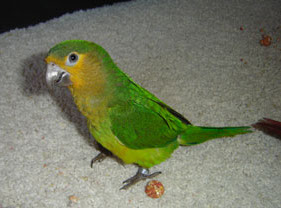
Aratinga pertinax
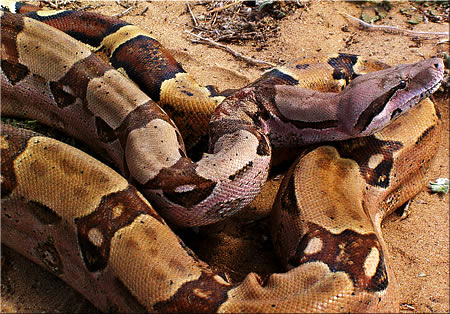
Boa constrictor
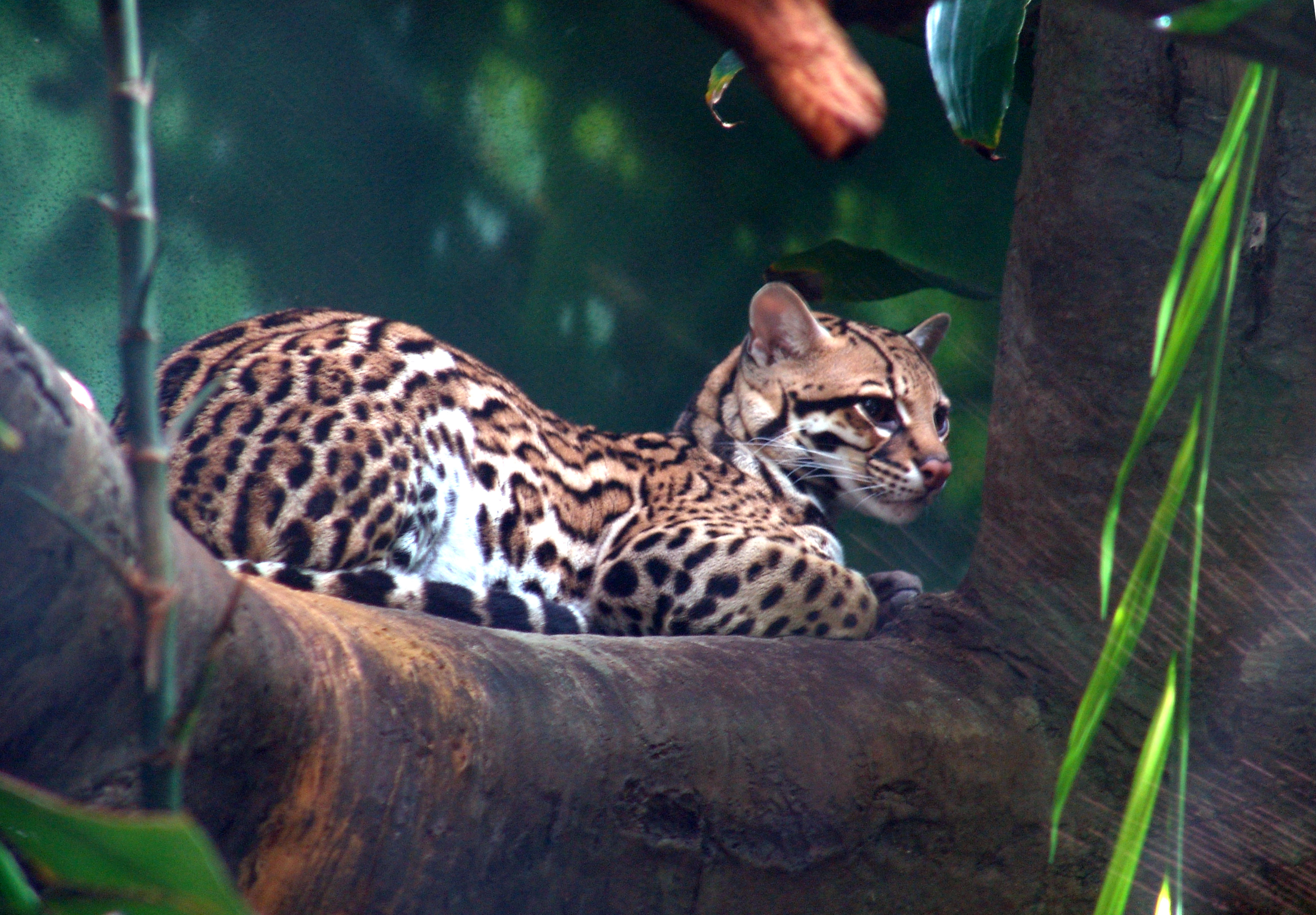
Ozelot
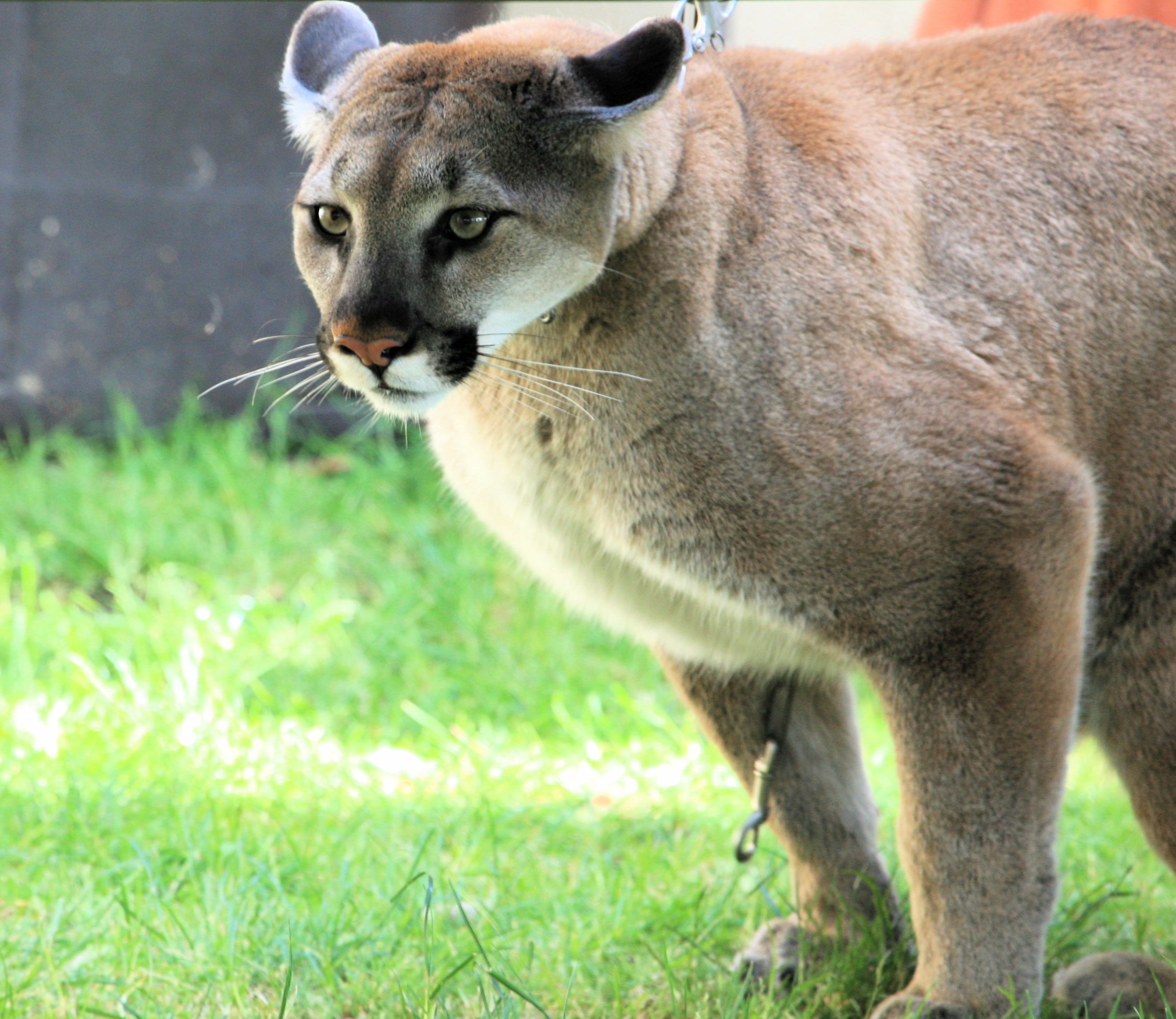
Puma

Es gibt auch Exemplare vom Kaiman Crocodylus acutus, aber er ist vom Aussterben bedroht.
Ferner leben hier die Schildkröte Geochelone sp. und die gewöhnliche Lewane Iguana iguana.